# Baie Golondrina
La baie Golondrina (en espagnol : bahía Golondrina) est une baie située sur la côte nord du canal Beagle, au sud-ouest de la partie argentine de la grande île de la Terre de Feu, dans le département d'Ushuaïa dans la Province de Terre de Feu, Antarctique et Îles de l’Atlantique Sud. Sur la rive nord de la baie se trouve Puerto Golondrina, l'un des quartiers et le faubourg situé au sud-ouest de la ville d'Ushuaïa, la capitale administrative de la province.
Ses eaux font partie du territoire de la République d'Argentine, ce fait a été confirmé lors de la résolution du conflit du Beagle, un conflit frontalier avec le Chili concernant la souveraineté des îles du canal et les eaux adjacentes.

## Histoire

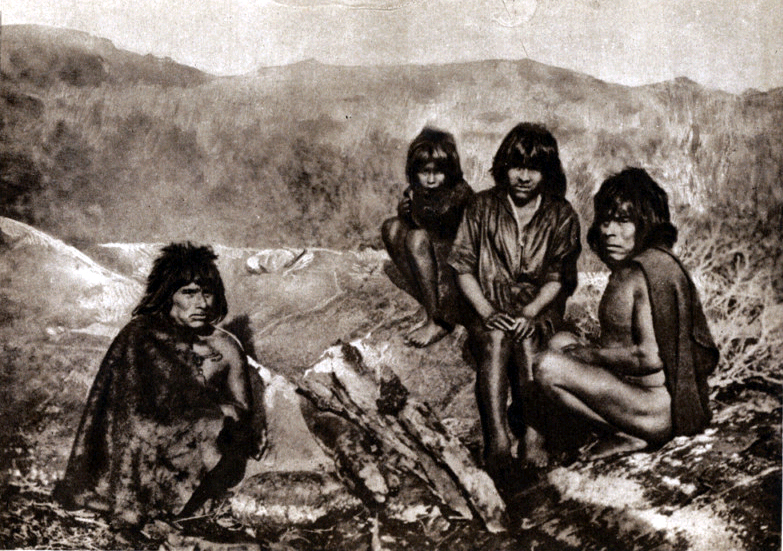
Les yamanas étaient les premiers habitants de la péninsule Ushuaïa.

### Premiers habitants
Les chasseurs, cueilleurs et pêcheurs de l'ethnie wakimáala ou centrale du « peuple canotier » des yamanas ou yaganes occupent la péninsule, exploitant ses ressources biologiques. Ils s'alimentaient d'oiseaux, de mammifères marins ainsi que de moules (Mulinia edulis, Mytilus chilensis, Aulacomya atra, Yoldia).
Cette baie est reliée à la baie Ushuaïa par un canal marin que les yámanas surnommaient en langue yagan "Jaujuashaga", que la baisse du niveau de l'eau du canal Beagle assécha, permettant la formation de la péninsule Ushuaïa dans ses contours actuels, avec la partie du territoire qui était auparavant une île.
Ces amérindiens sont ses seuls habitants jusqu'à l'arrivée des colons occidentaux, lorsque commence à se peupler la ville qui deviendra Ushuaïa, en 1869.

## Climat

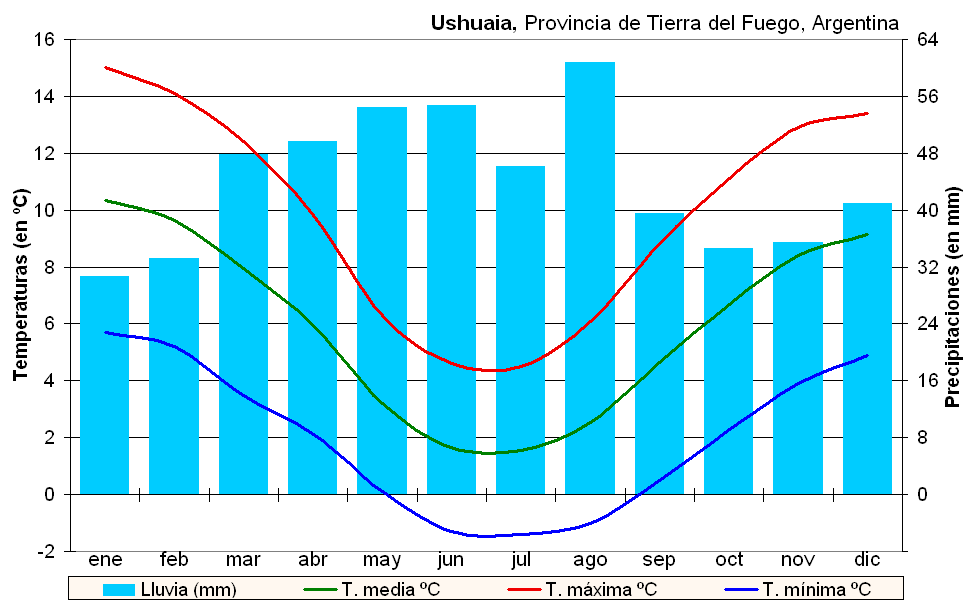
Climat d'Ushuaïa, applicable à la péninsule Ushuaïa.

Le climat de la péninsule Ushuaïa appartient au subpolaire océanique ou « patagonique humide ». Elle a une température moyenne annuelle de 5,7 °C et une rare oscillation thermique annuelle, qui va de -0,3 en juillet à 9,4 °C en janvier ; les températures de plus de 15 °C en été et inférieures à −8 °C en hiver sont assez rares. Les records de températures absolus sont de 29,4 °C (en décembre) et de −25,1 °C (en juillet). Le froid persistant est tel qu'en plein été austral des chutes de neige ont été observées et des températures descendant jusqu'à −6 °C. Les précipitations, qui tombent sous la forme de neige en hiver, sont réparties de manière équivalente tout au long de l'année, représentant un total de 524 mm. Ces précipitations, si elles semblent faibles, en raison des basses températures constantes, sont suffisantes pour conférer à la péninsule un climat humide. Le nombre de jours annuel avec des précipitations est élevé — 200 jours par an —, les jours brumeux et nuageux étant encore plus nombreux.

## Diversité biologique
La péninsule appartient à l'écorégion terrestre forêts magellaniques subpolaires alors que les eaux qui l'entourent font partie de l'et à l'écorégion marine canaux et fjords du sud du Chili (es)
.

### Faune
Ses eaux et côtes abritent des espèces typiques du sud-est de l'océan Pacifique, comme le brassemer cendré.
Les côtes de la baie sont riches en oiseaux et mammifères marins, poissons et divers invertébrés, parmi lesquels se détache en particulier le crabe royal de Patagonie (Lithodes santolla) dont la chair est réputée pour son goût délicat et qui est le plat culinaire typique de la région. Les otaries à crinière (Otaria flavescens) et les otaries à fourrure australe (Arctophoca australis australis) peuplent ses côtes, les oiseaux marins comme le goéland de Scoresby (Larus scoresbii) et le cormoran impérial (Leucocarbo atriceps).
Les registres historiques font référence à une colonie de manchots patagoniques ou de Magellan (Spheniscus magellanicus), située au sud-ouest de la péninsule Ushuaïa. Cette colonie a disparu, pour des raisons inconnues, au milieu des années 1950.

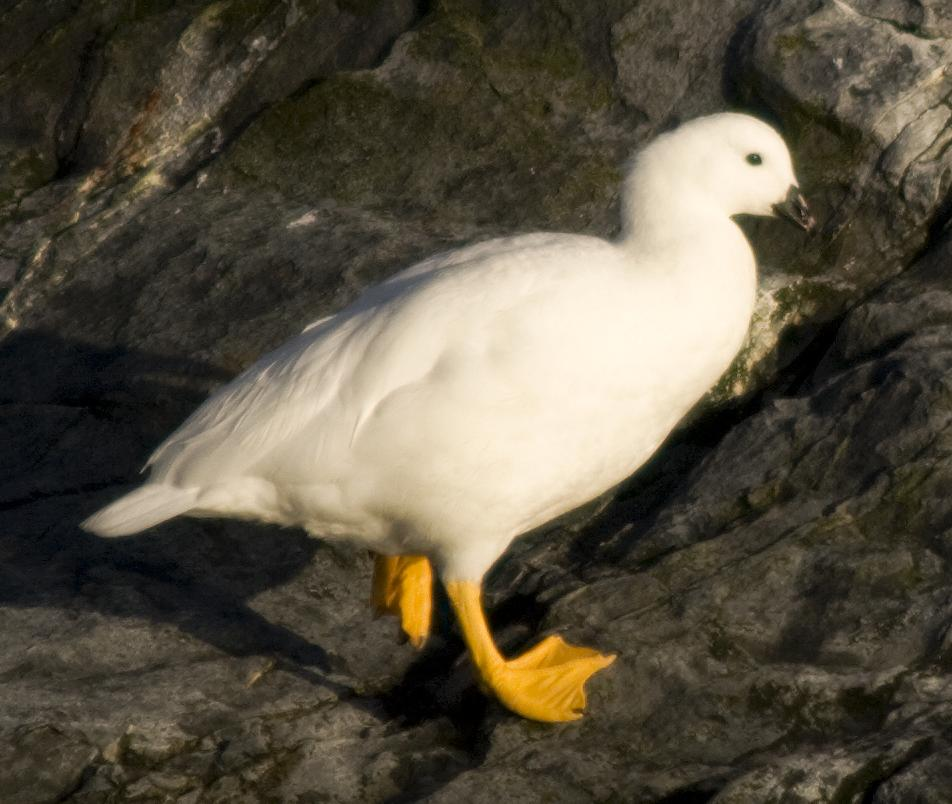
Ouette marine (Chloephaga hybrida).
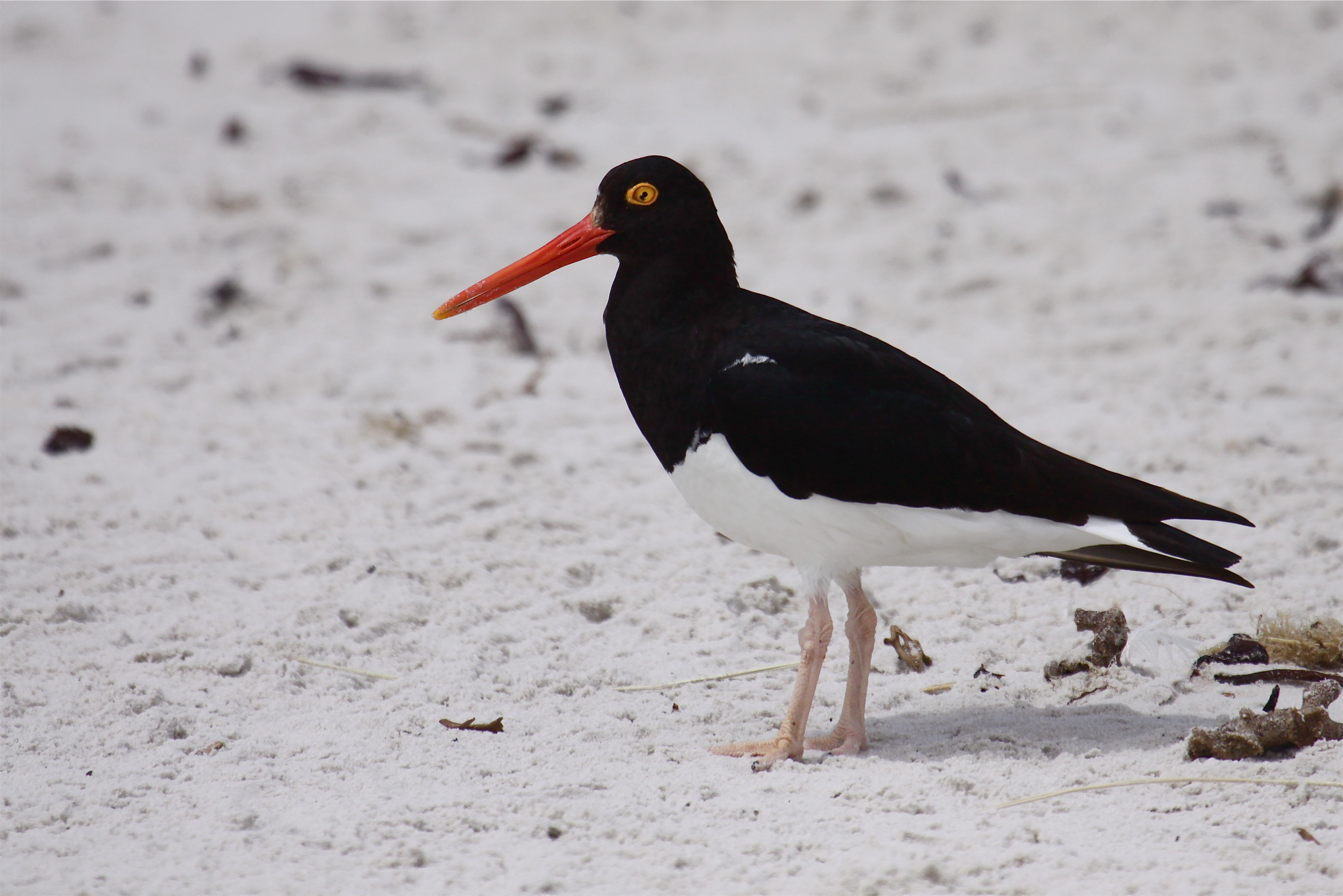
Huîtrier de Garnot (Haematopus leucopodus).
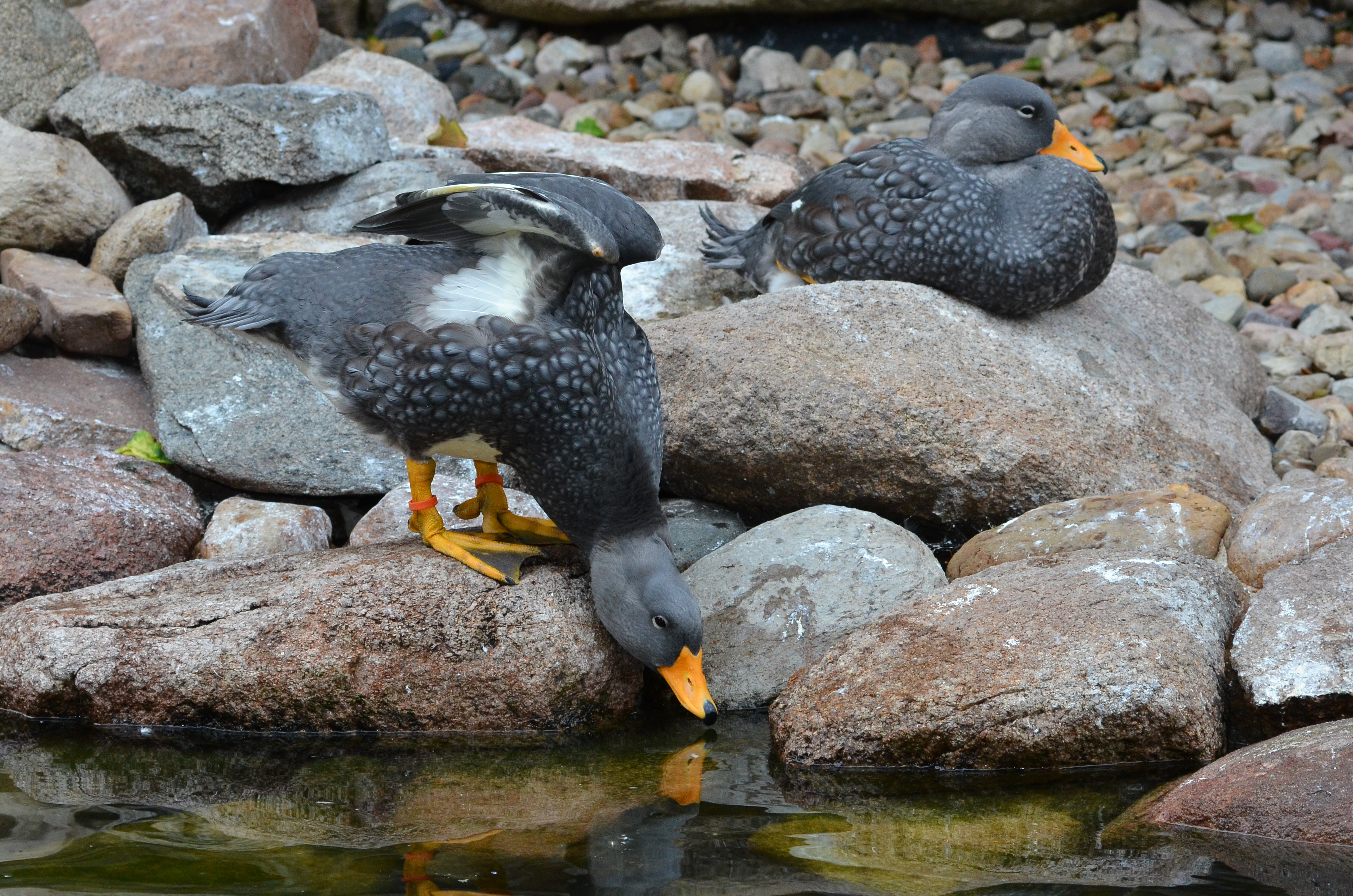
Couple de brassemer cendré.

### Flore
Les eaux de la baie abritent des champs de Macrocystis pyrifera ou cachiyuyos gigantes, d'algues brunes dans d'énormes proportions. Ces algues permettent le développement d'une riche biodiversité marine. Bien que les températures soient froides toute l'année, à l'origine la péninsule était recouverte de hautes forêts magellaniques subpolaires, lesquelles sont détruites dans la seconde moitié du XIXe siècle et la première moitié du XXe siècle. Aujourd'hui, elle est surtout dominée par les prairies et les tourbières, avec certains secteurs arbustifs.

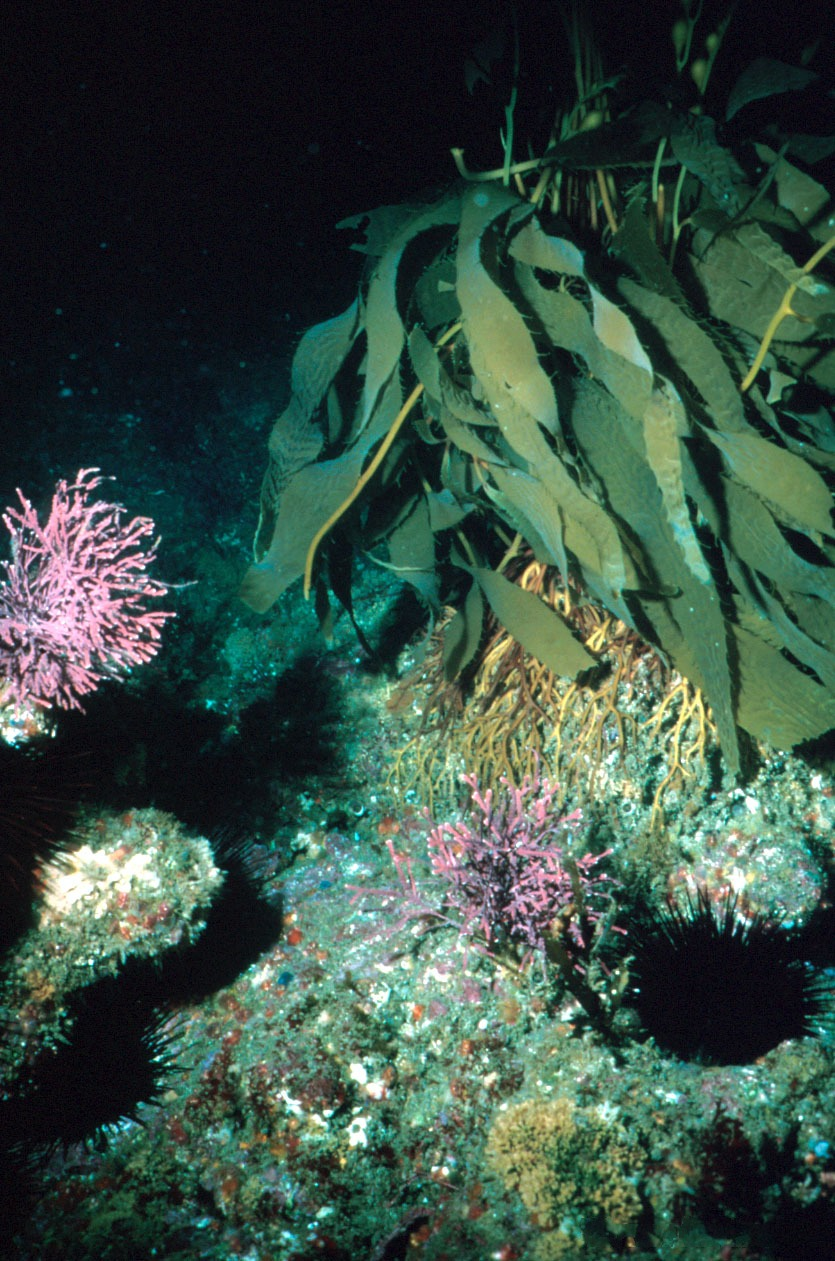
Macrocystis pyrifera.